# Дик Евънс
Ричард „Дик“ Евънс (на английски: Richard „Dick“ („Dik“) Evans) е брат на китариста на U2 Ди Едж. За кратко и той свири на китара в U2, но скоро след това напуска.
Двамата братя заедно свирят в група известна като „The Hype“. По-късно напуска групата и се присъединява към готик рок формацията „The Virgin Prunes“ от Дъблин, а след това е китарист и в групата „The Screech Owls“.